# Сталинский блок (филателия)
«Сталинский блок» — филателистическое наименование советского почтового блока 1949 года  (ЦФА [АО «Марка»] № 1483), первого коммеморативного выпуска, посвящённого лично лидеру Советского Союза — И. В. Сталину.

## История
В каталогах почтовых марок блок может именоваться «К 70-летию Сталина» (ЦФА [АО «Марка»] № 1483) и «70 лет со дня рождения И. В. Сталина» (в каталоге Загорского). Некоторые источники (в частности, Вениамин Алойц и Марат Глейзер) утверждают, что этот блок был отпечатан втайне от И. В. Сталина, готовился для него как сюрприз и, видимо, поэтому попал в обращение. Он стал самым крупным почтовым блоком в истории филателии СССР; его размеры составили 175 × 220 мм. Данный блок также относился к числу филателистической продукции советского периода (ок. 100 единиц), которые не были разрешены к вывозу из СССР и России.

## Каталожная нумерация
Это одиночный почтовый блок с четырьмя марками. Номер ЦФА 1483, дата выпуска 1949-12.
| Сталинский блок | Сталинский блок | Сталинский блок | Сталинский блок               | Сталинский блок | Сталинский блок                  | Сталинский блок | Сталинский блок | Сталинский блок | Сталинский блок  | Сталинский блок |
| №               | Дата            | ЦФА             | SC                            | Scott           | Michel                           | SG              | Yvert           | Ном.            | Кр. опис‑е       | Изобр‑е         |
| --------------- | --------------- | --------------- | ----------------------------- | --------------- | -------------------------------- | --------------- | --------------- | --------------- | ---------------- | --------------- |
| 1               | 1949-12         | 1483            | 1393, 1394, 1395, 1396, Бл 14 | 1325 a, b, c, d | 1424, 1425, 1426, 1427, Block 13 | MS 1563a        | Blocs 13        | 40к × 4         | 70-летие Сталина |                 |

## Описание блока и марок
Союз Советских Социалистических Республик выпустил блок с четырьмя марками в декабре 1949 года. Художник Р. Ф. Житков. Фототипия (марки без зубцов) в сочетании с литографией на плотной бумаге белого и кремового цвета. Четыре многоцветные марки номиналом 40 к окружены рамкой золотистого и красного цвета или бронзового и красного цвета, рамки отличаются размерами. Размер блока 175 × 220 мм. Тираж 1 млн (2 млн по каталогу Michel):
- блок ЦФА № 1483 — Иосиф Сталин, настоящее имя Иосиф Джугашвили (1879—1953), революционер и политик грузинского происхождения. Выпускался на белой и кремовой бумаге. На блоке четыре марки (марки считаются слева направо сверху вниз):

- 1-я марка (Michel № 1424) — дом, в котором родился Сталин, Гори, Грузия. Картина А. П. Копалиани «Гори. Дом, в котором родился И. В. Джугашвили (Сталин)». Холст, масло, 1936;
- 2-й марка (Michel № 1425) — Сталин с Лениным в Смольном, Петроград, 1917. Рисунок Е. А. Кибрика «24 ноября, ночью в Смольный прибыл В. И. Ленин…» (из серии «В. И. Ленин в 1917 г.»). Бумага, уголь, 1947. Музей В. И. Ленина, Москва;
- 3-я марка (Michel № 1426) — Сталин с Лениным в Горках. Фотография М. И. Ульяновой, 1922;
- 4-й марка (Michel № 1427) — Сталин в кабинете. Картина Б. Н. Карпова «И. В. Сталин в рабочем кабинете». Холст, масло, 1948.

- ЦФА № 1483 (1949-12). Белая бумага, золотая рамка.
Иосиф Сталин, настоящее имя Иосиф Джугашвили (1879—1953), революционер и политик грузинского происхождения
- ЦФА № 1483 (1949-12). Кремовая бумага.
Иосиф Сталин, настоящее имя Иосиф Джугашвили (1879—1953), революционер и политик грузинского происхождения

- 1-я марка (Michel № 1424) (1949-12).
Дом, в котором родился Сталин, Гори, Грузия
- 2-я марка (Michel № 1425) (1949-12).
Сталин с Лениным в Смольном, Петроград, 1917
- 3-я марка (Michel № 1426) (1949-12).
Сталин с Лениным в Горках
- 4-я марка (Michel № 1427) (1949-12).
Сталин в кабинете

## Инвестиционные особенности
Ориентировочная стоимость «белой» разновидности «чистого» (без дефектов) почтового блока по каталогу Загорского за 2008 год — 18 000 рублей. Чистая с наклейкой или со следами наклейки — 6000 рублей. Гашёный блок — 4500 рублей. В 2009 году авторы каталога оценивали «белую» разновидность «чистого» (без дефектов) блока в 25 000 рублей.
Чистая без дефектов «кремовая» разновидность в 2008 году оценивалась в 10 000 рублей (в 2009 году — 12 000 рублей). С наклейкой — 5000, гашёная — 3000 рублей.